# Tim Lobinger
Tim Lobinger (ur. 3 września 1972 w Rheinbach, zm. 16 lutego 2023 w Monachium) – niemiecki lekkoatleta, tyczkarz. Czterokrotny olimpijczyk (1996, 2000, 2004, 2008).
Halowy mistrz świata, trzykrotny medalista mistrzostw Europy. Jego rekord życiowy to 6,00 m (1997 & 1999), wynik ten do 2012 roku był rekordem Niemiec.
Jego trenerem był Leszek Klima.
Zmarł z powodu nowotworu w wieku 50 lat.

## Sukcesy
| Rok  | Zawody                      | Miasto     | Miejsce | Wynik |
| ---- | --------------------------- | ---------- | ------- | ----- |
| 1991 | Mistrzostwa Europy juniorów | Saloniki   | 3.      | 5.20  |
| 1996 | Igrzyska Olimpijskie        | Atlanta    | 7.      | 5.80  |
| 1998 | Mistrzostwa Europy          | Budapeszt  | 2.      | 5.81  |
| 2002 | Mistrzostwa Europy          | Monachium  | 3.      | 5.80  |
| 2003 | Halowe Mistrzostwa Świata   | Birmingham | 1.      | 5.80  |
| 2004 | Igrzyska Olimpijskie        | Ateny      | 11.     | 5.55  |
| 2005 | Mistrzostwa Świata          | Helsinki   | 5.      | 5.50  |
| 2006 | Mistrzostwa Europy          | Göteborg   | 2.      | 5.65  |
| 2006 | DécaNation                  | Paryż      | 1.      | 5.65  |
| 2007 | Mistrzostwa Świata          | Osaka      | 8.      | 5.81  |